# Eduard Rentz
Eduard Carl Gotthard Rentz (* 17. Mai 1898 in Riga; † 28. August 1962 in Lübeck) war ein deutsch-baltischer Pharmakologe und Toxikologe.

## Leben
Rentz besuchte die Oberrealschule in Riga. Nach dem Abitur (1918) studierte er an der Universität Lettlands Medizin. 1921 wurde er im Corps Concordia Rigensis recipiert. 1930 wurde er zum Dr. med. promoviert. 1932 habilitierte er sich für Pharmakologie und Toxikologie. Zunächst war er Privatdozent in Riga und ab 1941 an der Universität München, wo er als Prüfer Stellvertreter von Walther Straub war.
Zu der Zeit befasste er sich nicht nur mit der "Pharmakodynamik des Chlorophylls", sondern in mehreren Aufsätzen auch mit der Wirkung von Kokain, die vor allem im Archiv für experimentelle Pathologie und Pharmakologie erschienen.
Nach der Umsiedlung der Deutsch-Balten erhielt er am 1. Dezember 1942 an der Reichsuniversität Posen ein Extraordinariat. Als Soldat des Heeres war er 1945 kurzzeitig Kriegsgefangener der Sowjetunion. 1945/46 war er Dolmetscher des Greifswalder Oberbürgermeisters Paul Hoffmann. 1946/47 kam er in seinem Beruf als Pharmakologe bei der Firma Dr. Willmar Schwabe in Leipzig unter. Die Christian-Albrechts-Universität zu Kiel berief ihn 1948 als a.o. Professor. Am 3. September 1960 wurde er emeritiert. Sein Werdegang in Posen und Kiel ähnelt dem von Manfred Monjé.
In Lübeck war er zeitweise Leiter der damals zu Possehl gehörenden Chemischen Fabrik Dr. Christian Brunnengräber (1979 von Ciba-Geigy übernommen).